# Zenon iz Kitijuma
Zenona iz Kitijuma ne treba mešati sa Zenonom iz Eleje.
Zenon iz Kitijuma (grč. Ζήνων ὁ Κιτιεύς, 333-264 god. p. n. e.) bio je antički grčki filozof, osnivač stoičke filozofije.‍:Sections 2, 15, 24, 30. Vodi poreklo iz Kitijuma (mesta takođe poznatog pod nazivom Kitijon, današnja Larnaka). Bio je trgovac, kao i otac. Kažu da je počeo sa stoičkim izučavanjima, kada je izgubio sve što je imao u jednom brodolomu. Jedno vreme je proveo u Atini i tu se upoznao sa Sokratovim radovima koji su ga veoma privukli. Njegov učitelj je bio Kratet iz Tebe, pripadnik kiničke škole.
Zenon je bio pristalica ideje idealno uredene svetske države (kosmopolisa) koju, po njemu, ljudi mogu da uspostave udruživanjem i zamenom opšteg političkog zakona moralnim zakonom zbog čega je smatran jednim od prvih anarhista. Jasno je da je kinička škola izvršila veliki uticaj na njega - Zenon je bio asketa, odbacivao je savremene društvene vrednosti i trudio se da se otarasi poroka.

## Život

### Mladost i odgoj
Zenon je rođen oko 334. p. n. e. u Kitiju na Kipru. Većina detalja poznatih o njegovom životu potiče iz biografije i anegdota koje je sačuvao Diogen Laertije u svojim Životima i mišljenjima znamenitih filozofa, od kojih nekoliko potvrđuje i Suda (vizantijska enciklopedija iz 10. veka). Diogen izveštava da je Zenonov interes za filozofiju započeo kad se „posavetovao s proročištem da bi saznao što treba da učini da postigne najbolji život i da je božji odgovor bio da preuzme izgled mrtvih. Shvativši što to znači, proučavao je drevne autore”.‍:p. 1 Zenon je postao bogati trgovac. Na jednom putovanju iz Fenikije do Pireja preživio je brodolom, nakon čega je otišao u Atenu i posetio jednog prodavača knjiga. Tamo je naišao na Ksenofontove Uspomene. Bio je toliko zadovoljan time kako je Sokrat prikazan u toj knjizi, da je pitao prodavca gde se mogu naći ljidi poput Sokrata. Upravo tada je slučajno prolazio Kratet iz Tebe, najpoznatiji kiničar koji je u to vreme živio u Grčkoj, i prodavac knjiga pokazao je na njega.‍:pp. 2–3
Zenon je opisan kao izmučen, tamnoput čovek,‍:p. 1 koji živi slobodan, asketski život,‍:pp. 26–27 uprkos svom bogatstvu. To se podudara s uticajima kiničkog učenja, a barem je delom nastavljeno u njegovoj stoičkoj filozofiji. Od dana kad je Zenon postao Kratetov učenik, pokazivao je snažnu sklonost filozofiji, premda s previše urođene skromnosti da bi asimilirao kiničarsku bestidnost. Stoga mu je Kratet, želeći da izleči ovu manu, dao lonac supe od leće da je pronese kroz Kerameik (četvrt u Atini); a kad je vidio da se Zenon stidi i da lonac pokušava da drži dalje od pogleda drugih ljudi, Kratet je udarcem palice razbio posudu. Kad je Zenon počeo neugodno da beži s supom od leće koja mu je tekla niz noge, Kratet je zamerio: „Zašto bežiš, moj mali Feničanine? Ništa te strašno nije snašlo”".‍:p. 3
Osim kod Krateta, Zenon je učio kod filozofa megarske škole, uključujući Stilpona,‍:pp. 2, 23 kao i kod dijalektičara Diodora Krona‍:pp. 16, 25 i Filona.‍:p. 16 Takođe se navodi da je proučavao platonističku filozofiju pod vodstvom Ksenokrata‍:p. 2 i Polemona.‍:pp. 2, 25

### Osnivanje stoičke škole
Zenon je počeo da predaje u kolonadi na atinskoj Agori poznatoj kao Stoa poikile (стгрч. Στοὰ Ποικίλη) 301. p. n. e. Njegovi su se učenici u početku zvali „Zenonci”, ali na kraju su postali poznati kao „stoici”, ime koje se ranije primenjivalo na pesnike koji su se okupljali u Stoa poikile.
Među Zenonovim poštovateljima bio je i makedonski kralj Antigon II Gonata,‍:pp. 6–9, 13–15, 36 koji bi posetio Zenona kad god je došao u Atenu. Zenon je navodno odbio poziv da poseti Antigona u Makedoniji, iako je njihova navodna prepiska koju je sačuvao Lertije‍:pp. 6–9 nesumnjivo dodatak nekog kasnijeg pisca. Umesto toga, Zenon je poslao svog prijatelja i učenika Perseja,‍:pp. 6–7 koji je živeo sa Zenonom u njegovoj kući.‍:pp. 13,36 Među ostalim Zenonovim učenicima bili su Ariston s Hija, Sfer i Kleant, koji je nasledio Zenona na mestu voditelja (sholarha) stoičke škole u Ateni.‍:p. 37
Navodi se da je Zenon odbio atensko državljanstvo kad mu je bilo ponuđeno, bojeći se da će se pokazati nevernim svojoj rodnoj zemlji,‍:p. 12 gde je bio vrlo cenjen i gde je pridoneo obnovi njezinih kupališta, nakon čega je njegovo ime na tamošnjem stubu urezano kao „Zenon filozof”.‍:p. 6 Takođe se navodi da je Zenon bio ozbiljne, tmurne naravi;‍:p. 16,26 da je više voleo društvo nekolicine nego mnogih;‍:p. 14 da je voleo da se udubi u istraživanja;‍:p. 15 i da nije voleo opširne i razrađene govore.‍:p. 18, 22 Diogen Laertije sačuvao je mnoge mudre i duhovite Zenonove primedbe,‍:p. 18–25 premda se ove anegdote generalno smatraju nepouzdanima.
Zenon je umro oko 262. p. n. e. Diogen Laertije o njegovoj smrti kaže: „Kad je izlazio iz škole, spotaknuo se i pao, slomivši nožni prst. Udarivši šakom o zemlju, citirao je stih iz [Eshilove] Niobe: 'Stižem, stižem, zašto me dozivaš?' i umro je na mestu zadržavajući dah”.‍:p. 28
Tokom svog života Zenon je bio cenjen zbog svojih filozofskih i pedagoških učenja. Između ostalog, Zenon je počašćen zlatnom krunom,‍:pp. 6, 11 a podignut mu je i nadgrobni spomenik u čast njegovog moralnog uticaja na mlade svog vremena.‍:pp. 10–12
U njegovu čast nazvan je krater Zeno na Mesecu.

## Filozofija
Sledeći ideje Stare akademije, Zenon je filozofiju podelio u tri dela: logiku (široka oblast koja uključuje retoriku, gramatiku i teorije percepcije i mišljenja), fiziku (koja uključuje ne samo nauku, već i božansku prirodu svemira) i etiku, čiji je krajnji cilj bio da se postigne blaženstvo ispravnim načinom življenja u skladu s prirodom. Budući da su Zenonove ideje kasnije proširili Hrisip i drugi stoici, može biti teško tčno odrediti šta je on mislio. Ali njegovi se opšti stavovi mogu izneti na sledeći način.

### Logika
U obradi logike logike, Zenon je bio pod uticajem Stilpona i ostalih pripadnika Megarske škole. Zenon je pozvao na potrebu da se postavi osnova za logiku jer mudra osoba mora znati kako da izbegne obmanu. Ciceron je optužio Zenona da je inferioran u odnosu na svoje filozofske prethodnike u načinu na koji obrađuje logiku, i moguće je da su tačniju obradu ove teme postavili njegovi naslednici, uključujući Hrizipa. Zenon je istinske koncepcije podelio na razumljive i neshvatljive, dopuštajući slobodnoj volji snagu pristanka (sinkatathesis / συνκατάθεσις) u razlikovanju čulnih utisaka. Zenon je rekao da u tom procesu postoje četiri faze koje dovode do istinskog znanja, što je ilustrovao primerom ravne, ispružene ruke i postupnim zatvaranjem šake:
Zenon je ispružio prste i pokazao dlan, – „Percepcija”, – rekao je, – „jeste takva stvar”. – Zatim, kad je malo zatvorio prste, – „Pristanak je takav”. – Posle, kad je potpuno zatvorio ruku i pokazao šaku, „to je”, rekao je, „razumevanje”. Iz tog poređenja dao je tom stanju i novo ime, nazvavši ga katalepsis (κατάληψις). Ali kad je levu ruku prislonio na desnu i čvrsto je primio za šaku: – „Znanje” – rekao je, „tog je karaktera”; i to je bilo ono što poseduje samo mudra osoba.— Ciceron, Academica, II, 145.

### Fizika
Univerzum je, po Zenonovom mišljenju, Bog: božanski razumni entitet, gde svi delovi pripadaju celini. U ovaj panteistički sistem ugradio je Heraklitovu fiziku; univerzum sadrži božansku zanatsku vatru, koja sve predviđa, i koja se prostire po celoj vaseljeni, mora da proizvede sve:
Zenon, dakle, definiše prirodu govoreći da je ona umetnički delujuća vatra, koja napreduje utvrđenim metodama ka stvaranju. Jer on tvrdi da je glavna funkcija umetnosti da stvara i proizvodi i da ono što ruka postigne u proizvodnji umetnosti koju koristimo, postiže se mnogo više umetnički po prirodi, odnosno, kao što sam rekao, umetnički radnom vatrom, koja je majstor drugih umetnosti.
Ova božanska vatra, ili etar, je osnova za svu aktivnost u univerzumu, koja deluje na inače pasivnu materiju, koja se niti povećava niti umanjuje. Primarna supstanca u univerzumu potiče od vatre, prolazi kroz nivo vazduha, a zatim postaje voda: deblji deo postaje zemlja, a tanji deo ponovo postaje vazduh, a zatim se ponovo razređuje u vatru. Pojedinačne duše su deo iste vatre kao i svetska duša univerzuma. Sledeći Heraklita, Zenon je usvojio stav da je univerzum prolazio kroz redovne cikluse formiranja i uništenja.

## Napomene
1. ↑  Datiranje Zenonovog života predstavlja kontroverzno pitanje. Prema Apolodoru, kako ga navodi Filodem, Zenon je umro tokom Arhenidesovog arhontata (262/261. p. n. e.). Prema Perzeju (Diogen Laertije, Životi i mišljenja znamenitih filozofa, VII, 28), Zenon je živeo 72 godine. Tako se zaključuje da je rođen 334/333. p. n. e.. Uverljiva hronologija za njegov život je sledeća: rođen je 334/333. p. n. e., a u Atinu je došao 312/311. p. n. e. kad mu je bilo 22 godine.[3]‍:p. 28 Otprilike 10 godina studirao je filozofiju;[3]‍:p. 2 otvorio vlastitu školu za vreme Klearhova arhontata 301/300. p. n. e.. (Filodem, O stoicima, 4); i bio je na čelu škole 39 godina i 3 meseca (Filodem, O stoicima, 4), a umro je 262/261. p. n. e.. Za više informacija pogledajte Ferguson 1911, стр. 185–186 i Dorandi 2005, стр. 38

## Literatura
- Dorandi, Tiziano (2005). „Chapter 2: Chronology”.  Ур.: Algra, Keimpe;  . The Cambridge History of Hellenistic Philosophy. Cambridge: Cambridge University Press. стр. 38. ISBN 9780521616706.
- Ferguson, William Scott (1911). Hellenistic Athens: An Historical Essay. London: Macmillan. стр. 185–186.
- Laërtius, Diogenes (1925). „The Stoics: Zeno”. Lives of the Eminent Philosophers. 2:7. Превод: Hicks, Robert Drew (Two volume изд.). Loeb Classical Library. § 1–160.
- Hunt, Harold. A Physical Interpretation of the Universe. The Doctrines of Zeno the Stoic. Melbourne: Melbourne University Press, 1976.  0-522-84100-7
- Long, Anthony A., Sedley, David N. The Hellenistic Philosophers, Volume 1. Cambridge: Cambridge University Press, 1987.  0-521-27556-3
- Mason, Theodore; Scaltsas, Andrew S., ур. (2002). The philosophy of Zeno: Zeno of Citium and his legacy. Municipality of Larnaca. ISBN 978-9963603237.
- Pearson, Alfred C. Fragments of Zeno and Cleanthes, (1891). Greek/Latin fragments with English commentary.
- Reale, Giovanni. A History of Ancient Philosophy. III. The systems of the Hellenistic Age, (translated by John R. Catan, 1985 Zeno, the Foundation of the Stoa, and the Different Phases of Stoicism)
- Schofield, Malcolm. The Stoic Idea of the City. Cambridge: Cambridge University Press, 1991.  0-226-74006-4

## Spoljašnje veze
- O Zenonu iz Kitijuma (језик: енглески)
- Zeno of Citium by Robin Turner in Sensible Marks of Ideas
- Zeno of Cittium – founder of Stoicism by Paul Harrison.
- Selected Bibliography on the Early Stoic Logicians: Zeno, Cleanthes, Chrysippus